# Associazione Calcio Pavia 1945-1946
Questa voce raccoglie le informazioni riguardanti l'Associazione Calcio Pavia nelle competizioni ufficiali della stagione 1945-1946.

## Stagione
Al ritorno della normale attività calcistica dopo il periodo bellico, al Pavia viene offerto di partecipare al campionato Alta Italia 1945-1946 che raggruppa su tre gironi squadre di Serie B e C selezionate in base alle posizioni occupate al termine della stagione 1942-1943. Ma la società pavese vi deve rinunciare per le difficoltà finanziarie e per il rientro ai sodalizi di appartenenza di quasi tutti i giocatori che avevano conquistato il brillante terzo posto nel Torneo Benefico Lombardo del 1945 alle spalle di Como e Novara.
Il nuovo Consiglio del Pavia presieduto da Mario Vigoni decide di iscriversi al meno oneroso campionato di Serie C Lega Nord, raggruppato su nove gironi. Gli Azzurri sono inseriti nel girone E a dodici squadre e l'allenatore Umberto Zanolla proveniente dal Monfalcone, ha comunque a disposizione una solida formazione che lotta per le posizioni di vertice, piazzandosi infine al terzo posto. A quattro turni dal termine vi sarà il ritiro del Vis Nova di Giussano, al quale saranno tenute valide per la classifica solo le gare del girone di andata. In casa pavese sugli scudi Renato Gardini proveniente dal Pola autore di sei reti, il confermato Achille Buzzoni con cinque centri ed Efisio Colombino dalle giovanili della Juventus, autore di nove reti.

## Rosa
| N. |                   | Ruolo | Calciatore       |
| -- | ----------------- | ----- | ---------------- |
|    | Italia (bandiera) | A     | Ennio Bianchi    |
|    | Italia (bandiera) | D     | Armando Bollana  |
|    | Italia (bandiera) | C     | F. Borghi        |
|    | Italia (bandiera) | A     | Achille Buzzoni  |
|    | Italia (bandiera) | P     | Egidio Cattaneo  |
|    | Italia (bandiera) | A     | Efisio Colombino |
|    | Italia (bandiera) | D     | Ezio Danelli     |
|    | Italia (bandiera) | D     | Luigi Ferrari    |

| N. |                   | Ruolo | Calciatore         |
| -- | ----------------- | ----- | ------------------ |
|    | Italia (bandiera) | C     | A. Gallarati       |
|    | Italia (bandiera) | C     | Renato Gardini     |
|    | Italia (bandiera) | C     | Gonzales           |
|    | Italia (bandiera) | D     | Alberto Maggioni   |
|    | Italia (bandiera) | D     | Rino Montagna      |
|    | Italia (bandiera) | A     | Alberto Rossi      |
|    | Italia (bandiera) | P     | Agostino Scaglioni |
|    | Italia (bandiera) | C     | P. Valè            |

## Risultati

### Girone di andata
| Arbitro: | Sensi (Milano) |

|  |           |                            |
|  | Marcatori | 63’ Bonifacio 81’ Bizzarri |

| Carate Brianza 4 novembre 1945 2ª giornata | Caratese            | 0 – 0 | Pavia | Stadio Comunale di Via Foppe\| Arbitro: \| Del Nobolo (Milano) \| |
| Arbitro:                                   | Del Nobolo (Milano) |       |       |                                                                   |

| Arbitro: | Valsecchi (Milano) |

|                                  |           |            |
| Buzzoni 65’ (rig.) Colombino 70’ | Marcatori | 33’ Vivian |

| Giussano 25 novembre 1945 4ª giornata | Vis Nova Giussano   | 0 – 0 | Pavia | Stadio Comunale\| Arbitro: \| Del Nobolo (Milano) \| |
| Arbitro:                              | Del Nobolo (Milano) |       |       |                                                      |

| Arbitro: | Monti (Genova) |

|               |           |  |
| Colombino 66’ | Marcatori |  |

| Arbitro: | Bazzi (Como) |

|                        |           |                           |
| Cremona 13’ (rig.) 79’ | Marcatori | 44’ Bianchi 55’ Colombino |

| Arbitro: | Fortina (Novara) |

|           |           |  |
| Rossi 59’ | Marcatori |  |

| Arbitro: | Gorla (Lodi) |

|  |           |               |
|  | Marcatori | 15’ Colombino |

| Pavia 30 dicembre 1945 9ª giornata | Pavia            | 0 – 0 | Audace Osnago | Stadio Comunale\| Arbitro: \| Pinardi (Milano) \| |
| Arbitro:                           | Pinardi (Milano) |       |               |                                                   |

| Arbitro: | Codeluppi (Lodi) |

|                         |           |                       |
| Ricci 14’ Fumagalli 23’ | Marcatori | 28’ Rossi 29’ Gardini |

| Arbitro: | Gambarotta (Genova) |

|                               |           |             |
| Uggetti 28’ (rig.) 84’ (rig.) | Marcatori | 39’ Buzzoni |

### Girone di ritorno
| Arbitro: | Sensi (Milano) |

|                           |           |            |
| Bizzarri 8’ Bonifacio 24’ | Marcatori | 48’ Borghi |

| Pavia 10 febbraio 1946 13ª giornata | Pavia              | 0 – 0 | Caratese | Stadio Comunale\| Arbitro: \| Brighenti (Genova) \| |
| Arbitro:                            | Brighenti (Genova) |       |          |                                                     |

| Arbitro: | Bandini (Milano) |

|              |           |               |
| Tagliabue 2’ | Marcatori | 34’ Colombino |

| Arbitro: | Cocito (Alessandria) |

|                  |           |  |
| Bianchi 49’, 61’ | Marcatori |  |

| Arbitro: | De Gregorio (Legnano) |

|            |           |                      |
| Abrami 58’ | Marcatori | 70’ Gardini 90’ Valè |

| Arbitro: | De Appollonia (Genova) |

|                                                                 |           |              |
| Lovati 6’ (aut.) Bianchi 7’, 48’ Colombino 22’, 27’ Gardini 73’ | Marcatori | 14’ Capiaghi |

| Arbitro: | Milanone Ridor (Biella) |

|             |           |                        |
| Bianchi 13’ | Marcatori | 41’ Colombino 85’ Valè |

| Arbitro: | Ferrazzi (Milano) |

|                                                   |           |  |
| Gardini 38’ Bianchi 48’ Buzzoni 55’ Colombino 69’ | Marcatori |  |

| Arbitro: | Monti (Genova) |

|                            |           |             |
| Brambilla 29’ Redaelli 60’ | Marcatori | 31’ Buzzoni |

| Arbitro: | Matucci (Seregno) |

|                        |           |               |
| Gardini 3’ Buzzoni 20’ | Marcatori | 62’ Gaviraghi |

| Arbitro: | Del Nobolo (Milano) |

|             |           |                          |
| Gardini 47’ | Marcatori | 28’ Pedani 78’ Fumagalli |